# Thadius Katua
Thadius Katua est un boxeur papou-néo-guinéen né le 4 novembre 1997 à Bougainville.

## Carrière
Sa carrière amateur est principalement marquée par une médaille d'or remportée aux jeux du Pacifique de 2015 dans la catégorie des poids légers. Il participe aux Jeux olympiques de Rio en 2016 dans cette même catégorie où il est défait au premier tour par le russe Adlan Abdurashidov (3-0).
En 2018, il participe au tournoi de boxe des Jeux du Commonwealth où il gagne ses deux premiers combats face au nigérian Adeola Soyoye, puis face au solomonien Henry Kia sur décision de l’arbitre mais il perd son quart de finale face au gallois Mickey McDonagh (0-5)